# Phytoseioidea
Phytoseioidea é uma superfamília de ácaros da ordem Mesostigmata inclui diversas espécies que predam tripes (Thysanoptera) e ácaros. Algumas espécies deste táxon são utilizadas como agentes no controlo biológico de pragas agrícolas.

## Taxonomia
A superfamília Phytoseioidea inclui as seguintes famílias:
- Phytoseiidae (67 géneros, 2000 espécies)
- Blattisociidae
- Otopheidomenidae (9 géneros, 18 espécies)
- Podocinidae (7 géneros, 25 espécies)

A família Phytoseiidae, a mais representativa e conhecida do grupo, inclui as seguintes subfamílias:
- Amblyseiinae Muma, 1961
- Phytoseiinae Berlese, 1916
- Typhlodrominae Scheuten, 1857